# King's Quest II: Romancing the Throne
 (décembre 2014).
Si vous disposez d'ouvrages ou d'articles de référence ou si vous connaissez des sites web de qualité traitant du thème abordé ici, merci de compléter l'article en donnant les références utiles à sa vérifiabilité et en les liant à la section « Notes et références ».
King's Quest II: Romancing the Throne (traduction littérale : Quête de Roi II : Faire la cour au Trône) est un jeu d'aventure sorti en 1985, développé par Sierra On-Line, second volet de la série King's Quest.
Il eut des années plus tard un remake en pointer-cliquer, développé par des bénévoles qui y ajoutèrent des graphismes et une jouabilité plus avancés, ainsi qu'un scénario approfondi.

## Synopsis
Graham est devenu le roi de Daventry. Il a l'intention de se marier et d'avoir ainsi une reine à ses côtés, mais il ne trouve pas de femme qu'il puisse aimer. Cependant, il voit un jour dans le miroir magique une belle jeune femme prisonnière d'un sorcier. Cette femme se nomme Valanice, et Graham en tombe amoureux du premier regard. Il décide donc de partir lui-même à son secours.

## Accueil
- Adventure Gamers : 3/5[1]